# Ataenius heinekeni
Ataenius heinekeni är en skalbaggsart som beskrevs av Thomas Vernon Wollaston 1854. Ataenius heinekeni ingår i släktet Ataenius och familjen Aphodiidae. Inga underarter finns listade.